# Королевский орден Монисерапхон
Королевский орден Монисерапхон — государственная награда Королевства Камбоджа.

## История
Королевский орден Монисерапхон был основан королём Камбоджи Сисоватом I 1 февраля 1905 года в одном классе для награждения поданных королевства, граждан Франции и иностранцев за заслуги в области литературы и изобразительного искусства, образования, юриспруденции, административном управлении и научной деятельности. Первые постановления о награждении последовали уже 18 апреля 1905 года. 9 сентября 1948 года король Нородом Сианук провёл орденскую реформу, расширив орден до трёх классов. В период правления Камбоджей Красных кхмеров орден Монисерапхон был запрещён. С восстановлением в Камбоджи монархии, король Нородом Сианук 5 октября 1995 года восстановил орден Монисерапхон в прежнем статуте с изменением количества классов – на этот раз их стало пять:
- Кавалер/Дама Большого креста (кхмер. មហា សេរី វ ឌ្ឍ ន៍) – знак ордена на широкой чрезплечной ленте и звезда ордена на левой стороне груди.
- Гранд-офицер (មហា សេនា) – знак ордена на нагрудной ленте с розеткой и звезда ордена на левой стороне груди.
- Командор (ធិ ប ឌិ ន្) – знак ордена на шейной ленте.
- Офицер (សេនា) – знак ордена на нагрудной ленте с розеткой.
- Кавалер (អស្សឫទ្ធិ) – знак ордена на нагрудной ленте.

| Орденские планки и постноминальные литеры |        |          |              |                         |
| Кавалер                                   | Офицер | Командор | Гранд-офицер | Кавалер Большого креста |
| KM                                        | OM     | CM       | GOM          | GCM                     |

## Описание
Знак ордена представляет собой золотой венок, состоящий из двух больших ветвей: лавровой с плодами с одной стороны и пальмовой с другой, в центре на фоне малых лавровой и пальмовых ветвей изображение так называемого фана (подноса на пьедестале – характерного атрибута культуры Камбоджи, Лаоса и Таиланда, обычно от 20 до 50 см в диаметре). Сверху в перекрестии ветвей припаян шарик, через который продето кольцо для крепления к орденской ленте.
Звезда ордена восьмиконечная, формируемая множеством разновеликих лучиков с бриллиантовыми гранями. В центр звезды помещено изображение знака ордена.
Лента ордена шёлковая муаровая жёлтого цвета.
В инсигнии ордена также входят миниатюра и орденская планка.